# M/S Dunder

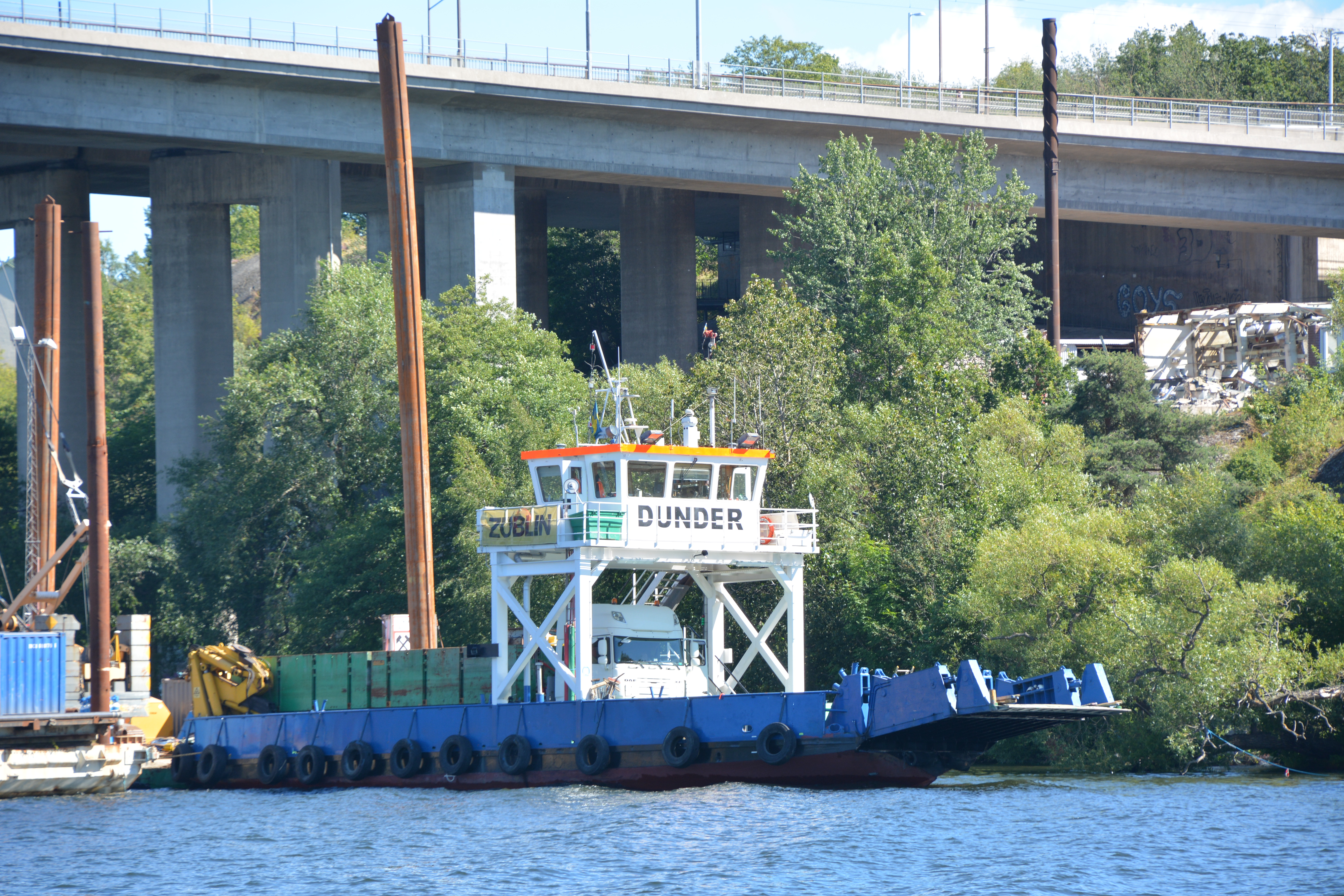
M/S Dunder under Essingeleden i Stockholm

M/S Dunder är en tidigare svensk färja och numera arbetsfartyg. Hon levererades 1958 till Kungliga Väg och Vattenbyggnadsstyrelsen i Stockholm och fick namnet M/S Färja 61/221. Hon hade 14 systerfartyg i samma färjerederi.
Dunder byggdes av Bröderna Larssons varv och mekaniska verkstad i Kristinehamn. Hon är 28 meter lång och 8,12 meter bred och sattes först in på Svanesundsleden mellan Svanesund och Kolhättan i Bohuslän. Hon såldes 1967, döptes om till Dunder och har sedan dess varit ett arbetsfartyg i Stockholms skärgård och i Stockholm.